# Фейзиев, Джаваншир Эюб оглы
 Джаваншир Эюб оглы Фейзиев  (азерб. Cavanşir Əyyub oğlu Feyziyev; род. 12 июля 1963, Бёюк-Дахна, Нухинский район) — депутат Национального собрания Азербайджана IV, V, VI, VII  созывов(с 2010).

## Биография
Родился 12 июля 1963 года в селе Бёюк-Дахна Шекинского района.
В 1991 году окончил факультет перевода с английского и французского языков Азербайджанского Педагогического института иностранных языков.
Доктор философии по философии.
С 1991 года являлся педагогом кафедры переводов Азербайджанского Педагогического института иностранных языков, исполнительным директором учебно-переводческого центра «Лингвист» при данном институте.
С сентября 1994 по май 1995 года являлся переводчиком организации «Врачи без границ» в Бельгии.
С мая 1995 по октябрь 1998 года являлся начальником административного отдела, отдела рекламы и маркетинга кавказского представительства «Philip Morris International».
Основатель, и с 1998 по 2002 год являлся директором компании «Planet Ko Ltd».
Соучредитель, и с октября 2002 по октябрь 2010 года генеральный директор ООО «Avromed».
В октябре 2009 года защитил диссертацию на тему «Моральные аспекты этнополитических конфликтов» и получил степень кандидата философских наук.
С июня 2013 года являлся членом правления Совета по прессе Азербайджана.
Депутат Национального собрания Азербайджана IV, V, VI созывов (с ноября 2010). Избран от второго Шекинского избирательного округа № 115.
Член комитета по культуре, международных отношений и межпарламентских связей , руководитель межпарламентской рабочей группы Азербайджан — Великобритания, сопредседатель межпарламентского комитета ЕС — Азербайджан, член делегации Азербайджана в Парламентской ассамблее тюркоязычных стран и Парламентской ассамблее Евронест парламента Азербайджана парламента Азербайджана VI созыва.
Являлся членом Комитета по международным и межпарламентским связям, членом межпарламентской группы дружбы Милли Меджлиса Азербайджана и Франции, Швейцарии, Великобритании, Венгрии и Японии, председателем межпарламентской группы Уругвай — Азербайджан Милли Меджлиса Азербайджана 4 созыва.
Являлся членом комитета по иностранным и межпарламентским связям, главой межпарламентской рабочей группы Великобритании и Азербайджана, заместителем руководителя межпарламентской рабочей группы Франция - Азербайджан, членом межпарламентской дружбы между Милли Меджлисом и Венгрией, Японией и Швейцарией, членом делегации Милли Меджлиса в Парламентской ассамблее тюркоязычных стран, сопредседателем Комитета парламентского сотрудничества ЕС - Азербайджан парламента Азербайджана V созыва
Член Союза журналистов Азербайджана. С 2018 года является членом Союза писателей Азербайджана.
Автор 8 монографий, более 70 научных статей.
Владеет русским, французским, английским языками.
23 февраля 2024 года в Лондоне арестовано 22 принадлежащих ему объекта недвижимости. Фейзиев и его супруга Великобританией подозреваются в приобретении имущества за счет доходов, полученных незаконным путем. Общая стоимость арестованной недвижимости составляет более 63 млн долларов. Арестованы также десятки миллионов долларов на счетах Фейзиева и членов его семьи в лондонских банках. В 2022 году из этой суммы 7 миллионов 560 тысяч долларов (5,6 миллиона фунтов) были конфискованы судом Великобритании.
Самый дорогой из арестованных объектов недвижимости — две резиденции в эксклюзивном лондонском комплексе «Chelsea Barracks», приобретенные в 2020 году за более чем 26 миллионов фунтов стерлингов (33,4 миллиона долларов).
Также среди арестованного имущества квартира в Лондоне с видом на Риджентс-парк, 19 квартир в жилом комплексе на северо-западе Лондона стоимостью более, чем 10 миллионов фунтов стерлингов (13,7 миллиона долларов). Квартиры приобретены в период с 2008 по 2018 год,
В 2024 году на парламентских выборах в Азербайджане, которые состоялись 1 сентября, одержал победу в Шекинском сельском избирательном округе №115. Официально избран депутатом Милли Меджлиса Азербайджана седьмого созыва, первое заседание которого состоялось 23 сентября 2024 года.

## Творческая деятельность
Его книга «Этнополитические конфликты на Кавказе и их влияние на государственную независимость» была опубликована на английском языке в 2002 году. Две другие книги: научно-популярная книга «Мировая философия» (2008)  и «Союз тюркских государств: евразийская модель Глобальная интеграция » (2013)  были опубликованы на азербайджанском языке.
В период с 2014 по 2017 год «Союз тюркских государств: евразийская модель глобальной интеграции» был переведен на турецкий, казахский, киргизский, русский, боснийский и венгерский языки и опубликован в соответствующих странах.
В 2018 году перевел на азербайджанский язык «Большое cердце» Жана-Кристофа Рюфена.

## Награды
- Медаль «25 лет независимости Республики Казахстан» (2016)[1]
- Орден «Слава» (17 июля 2023, за многолетнюю плодотворную деятельность в общественно-политической жизни Азербайджанской Республики)[6]